# Januari 1932
| Deze maand                                                                         |
| ---------------------------------------------------------------------------------- |
| - Indische leiders gearresteerd - Japan rukt op in China - Onlusten in El Salvador |

Dit artikel geeft een chronologisch overzicht van alle belangrijke gebeurtenissen per dag in de maand januari van het jaar 1932.

## Gebeurtenissen
De volgende gebeurtenissen speelden zich af in januari 1932. Sommige gebeurtenissen kunnen 1 of enkele dagen te laat genoemd worden omdat ze per abuis vermeld zijn op de datum waarop ze bekend zijn geworden in plaats van de datum dat ze plaatsvonden.

### 1 januari
- De jonge dirigent Eduard van Beinum volgt Cornelis Dopper op als tweede dirigent van het Concertgebouworkest.
- De Chinezen breken de ontruiming van Jinzhou af (de laatste nog niet door de Japanners bezette stad in Mantsjoerije) en krijgen opdracht de stad onder alle omstandigheden tegen de Japanners te verdedigen.

### 2 januari
- De Japanners veroveren Jinzhou. De Chinezen trekken zich terug achter de Grote Muur.

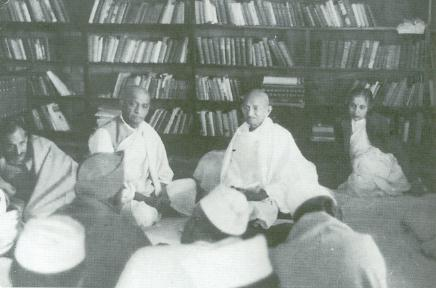
Patel, Gandhi en andere Indische leiders

- Het uitvoerend comité van de Congrespartij wordt onwettig verklaard. De voorzitter Vallabhbhai Patel wordt gearresteerd. In de volgende dagen worden ook zijn opvolgers (Rajendra Prasad en Ansari), Mahatma Gandhi en diverse andere leiders van de Indische onafhankelijkheidsbeweging gearresteerd.

### 3 januari
- Bali wordt getroffen door een orkaan.

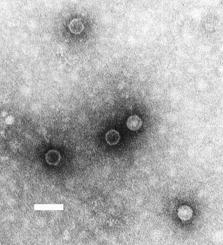
poliovirus

### 4 januari
- De Amerikaanse medicus Frederic Eberson meldt als eerste het poliovirus in zichtbare staat te hebben gebracht.

### 5 januari
- Generaal Živković vormt een nieuwe regering in Joegoslavië, met slechts kleine personele wijzigingen ten opzichte van de vorige.
- De Verenigde Staten dienen een protest in bij Japan wegens een aanval op de Amerikaanse viceconsul te Mukden. De VS achten de Japanse verontschuldigingen onvoldoende. Het conflict wordt op 11 januari bijgelegd nadat Japan opdracht geeft tot strenge bestraffing van de betrokken politieagenten.
- Italië en Turkije komen tot overeenstemming in een geschil betreffende de zeegrens bij de Dodekanesos.
- Professor Sir Rowland Biffen meldt dat hij een aantal vruchtbare kruisingen tussen tarwe en rogge heeft weten te kweken.

### 6 januari
- Bij verkiezingen in Syrië halen de gematigden 46 zetels tegen 5 voor de nationalisten.

### 7 januari
- Cosmo Lang, de aartsbisschop van Canterbury verbiedt het trouwen door gescheiden personen, ongedoopte personen en bepaalde bloedverwanten. Ook veroordeelt hij de geboortebeperking.

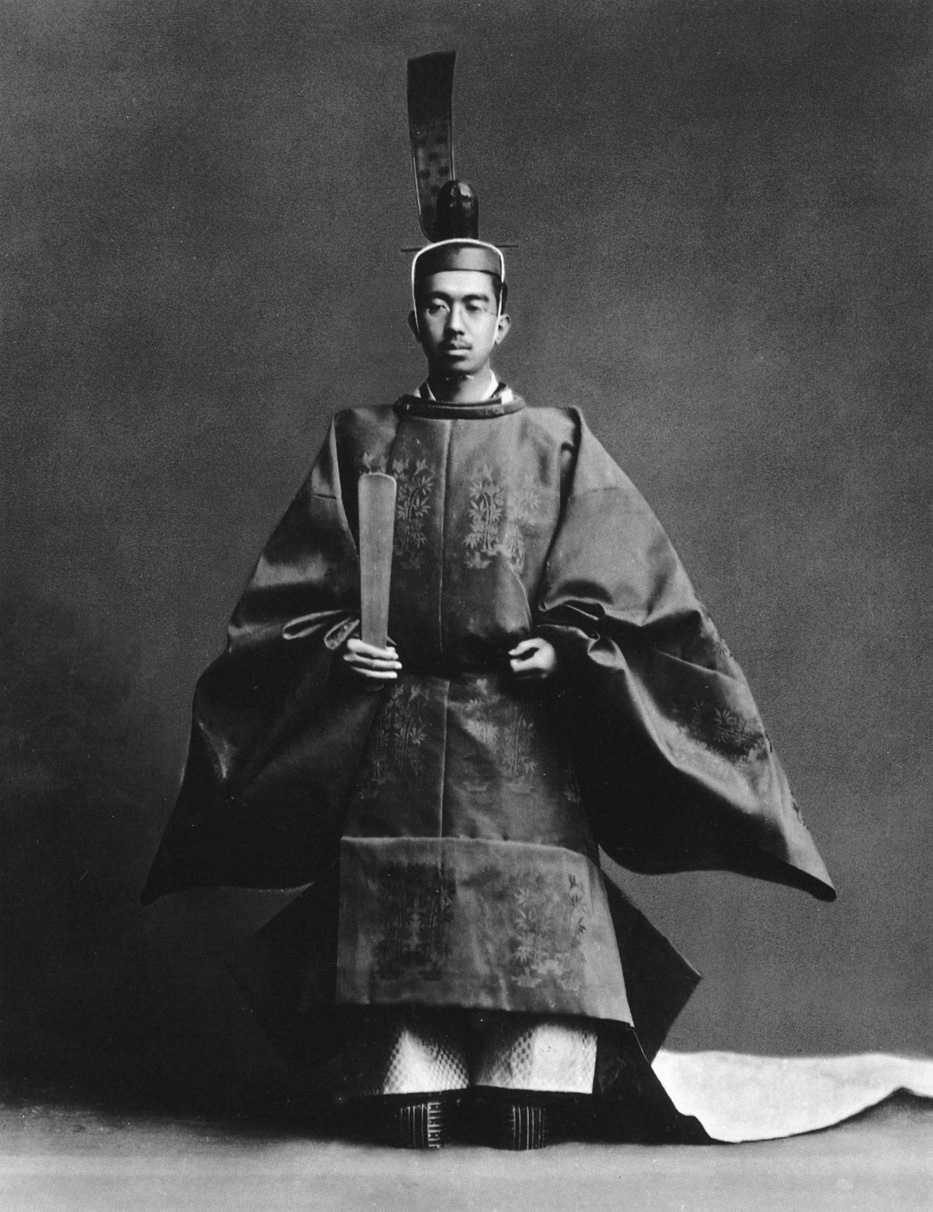
Hirohito

### 8 januari
- Keizer Hirohito van Japan ontkomt ongedeerd aan een aanslag. De dader is een Koreaanse communist.

### 12 januari
- De Franse regering-Laval dient haar ontslag in. De volgende dag vormt Laval een nieuwe regering met enkele wijzigingen; zo neemt hij zelf het ministerschap van buitenlandse zaken op zich.

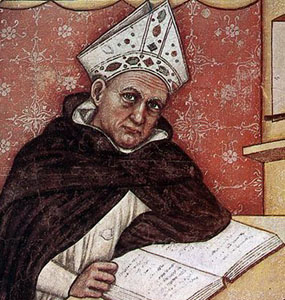
Albertus Magnus

- Albertus Magnus wordt heilig verklaard.

### 13 januari
- Begin van onderhandelingen tussen Guatemala, Nicaragua, Honduras, Costa Rica en El Salvador met als doel tot een Centraal-Amerikaanse Republiek samen te gaan.
- Een grote stuwdam in de Indus ten dienste van de irrigatie, waaraan 10 jaar gewerkt is, wordt voltooid.

### 14 januari
- In Tanganyika wordt een grote nieuwe diamantmijn ontdekt.

### 15 januari
- Het Internationaal Arbeidsbureau (een onderdeel van de Volkenbond) neemt de ontwerpconventie inzake werkloosheid aan. Deze bepleit arbeidstijdverkorting als middel om de werkloosheid te bestrijden.
- Er zijn ongeveer 6 miljoen werklozen in Duitsland.

### 19 januari
- In Neuhaus (nabij Linz, Oostenrijk) wordt een radiumveld ontdekt dat geldt als het rijkste van Europa.

### 20 januari
- China beveelt de arrestatie van een aantal Japangezinde personen waaronder ex-keizer Pu Yi.
- De archeoloog John Garstang meldt dat hij bij Jericho koningsgraven uit ca. 1400 v.Chr. heeft ontdekt.

### 21 januari
- In Catalonië breekt een grootschalige staking uit, georganiseerd door communisten en anarchisten.

### 22 januari
- Siemens & Halske maakt de uitvinding bekend van een systeem waarbij lampen op basis van de hoeveelheid beschikbaar licht aan- en uitgaan.
- Bij een uitbarsting van de vulkaan Acatenengo in Guatemala wordt een aantal steden verwoest.
- De congregatie van de Anglicaanse Kerk stemt in met de communio met de Oudkatholieke Kerk.

### 23 januari
- In Jeruzalem is de oude stadsmuur van David bij toeval ontdekt.

### 24 januari
- De Spaanse regering beveelt ontbinding van de Jezuïetenorde.
- In de Dartmoor-gevangenis in Princetown (Engeland) breekt een gevangenenopstand uit. Er vallen 3 doden en 70 zwaargewonden.

### 25 januari
- In Egypte zijn oude handschriften van vele Bijbelboeken gevonden.
- Japanse en Mantsjoerijse troepen, onderweg naar Harbin, nemen Yushu in.
- Polen en de Sovjet-Unie sluiten een niet-aanvalsverdrag.

### 26 januari
- De Amerikaan Morrisson vindt de kwartsklok uit.
- Ernest Lawrence vraagt octrooi aan op de eerste cyclotron.
- In Finland wordt besloten het alcoholverbod per 1 april op te heffen.
- De Britse onderzeeboot M2 zinkt met 50 bemanningsleden.
- Tot en met 28: Communistische onlusten in El Salvador en het neerslaan hiervan leiden tot veel bloedvergieten.

### 29 januari
- Hoewel inwilliging van vrijwel alle Japanse eisen beloofd was, bezetten de Japanners Zhabei nabij Shanghai.

### 30 januari
- De Japanners bombarderen Harbin en Zhabei.

<< · januari · februari · maart · april · mei · juni · juli · augustus · september · oktober · november · december · >>